# Maple Leaf Square
Maple Leaf Square ist ein aus zwei Hochhäusern bestehender Gebäudekomplex in Toronto in der kanadischen Provinz Ontario. Bei den Häusern handelt es sich um Gebäude mit 872 Wohneinheiten. Die Gebäude erreichen eine Höhe von 186 und 174 Metern. In den Gebäuden befinden sich Wohnungen, Büros, Hotel und mehrere Einkaufsgelegenheiten. Das Gebäude befindet sich westlich von der Innenstadt gelegen direkt in der Nähe der Scotiabank Arena. Die Gebäude entstanden durch ein gemeinschaftliches Projekt von Cadillac Fairview, Lanterra and Maple Leaf Sports & Entertainment (MLSE), zu welchem auch die Scotiabank Arena gehört.

## Ausstattung
Die Gebäude verfügen über 872 Wohneinheiten sowie das LeGermain Boutique Hotel mit 167 Zimmern. Weiterhin befinden sich auf einer Fläche von ca. 21.000 m2 Büroflächen, 10.000 m2 Einkaufsgeschäfte, 650 m2 eine Kindertagesstätte. Zu den weiteren Annehmlichkeiten befindet sich im Podium der Gebäude ein HD Theater, in welchem Leafs TV und Raptors NBA-Sendungen gezeigt werden. Die Real Sports Bar and Grill ist eine Sportsbar und zeigt aktuelle Sportereignisse.  Die Gebäude verfügen über eine vierstöckige Tiefgarage mit ca. 900 Parkplätzen.

## LEED
Die Gebäude wurden Energieeffizient konzipiert. Die Gebäude wurden mit dem Silberstatus bei den Leadership in Energy and Environmental Design (LEED) ausgezeichnet. Das LEED Rating System berücksichtigt die Planungen, Bau und Betrieb des Gebäudes.